# イスタンブール地下鉄M4号線
イスタンブール地下鉄M4号線 は、路線長33.5 キロメートル、駅数23駅の、トルコの地下鉄路線。地図や案内標識では濃いピンク色で表される。カドゥキョイとサビハ・ギョクチェン国際空港を結ぶM4号線は、イスタンブールのアジア側で運行する最初の高速輸送路線で、主に国道D100の下を走っている。

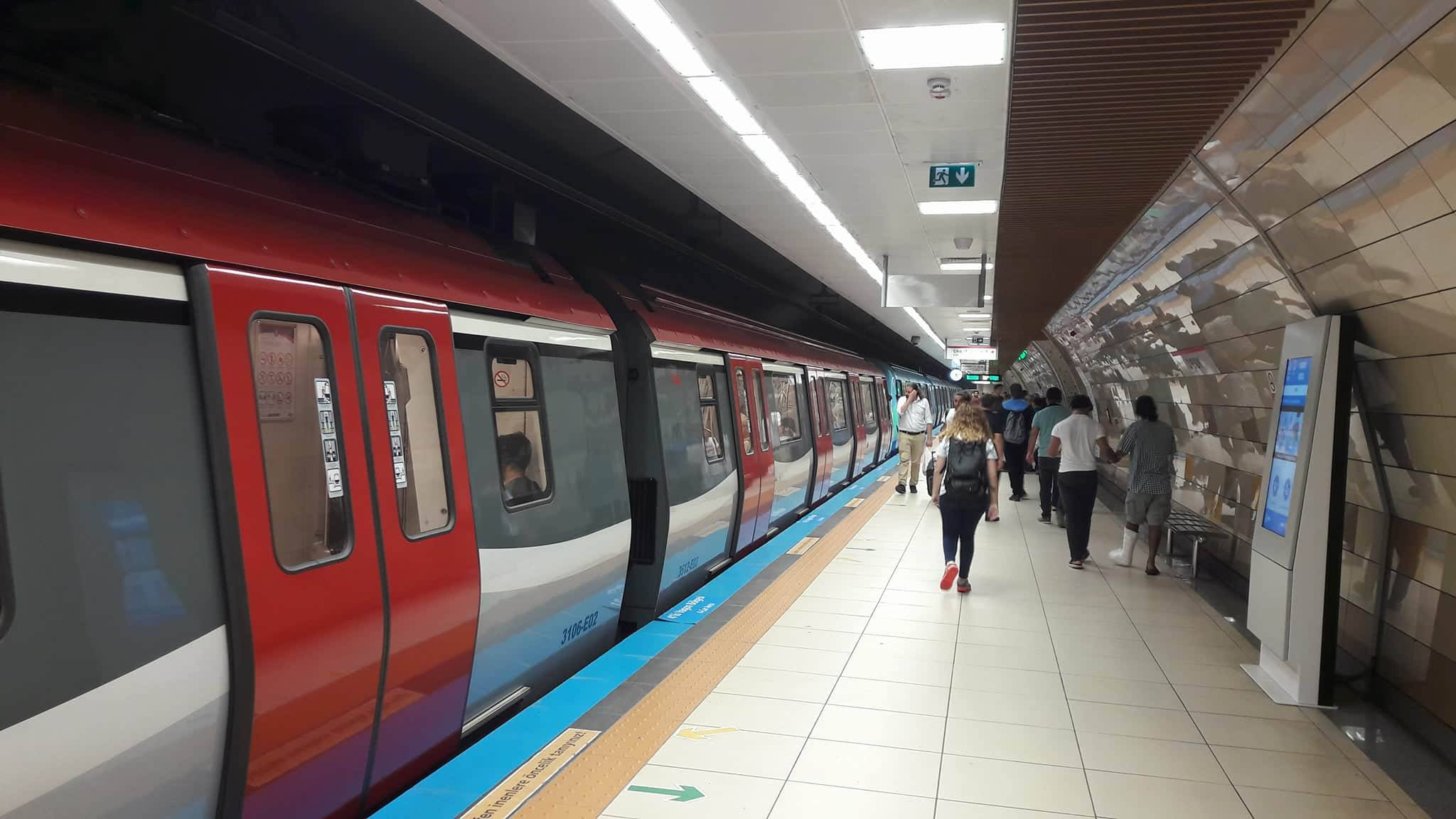
M4号線の車両

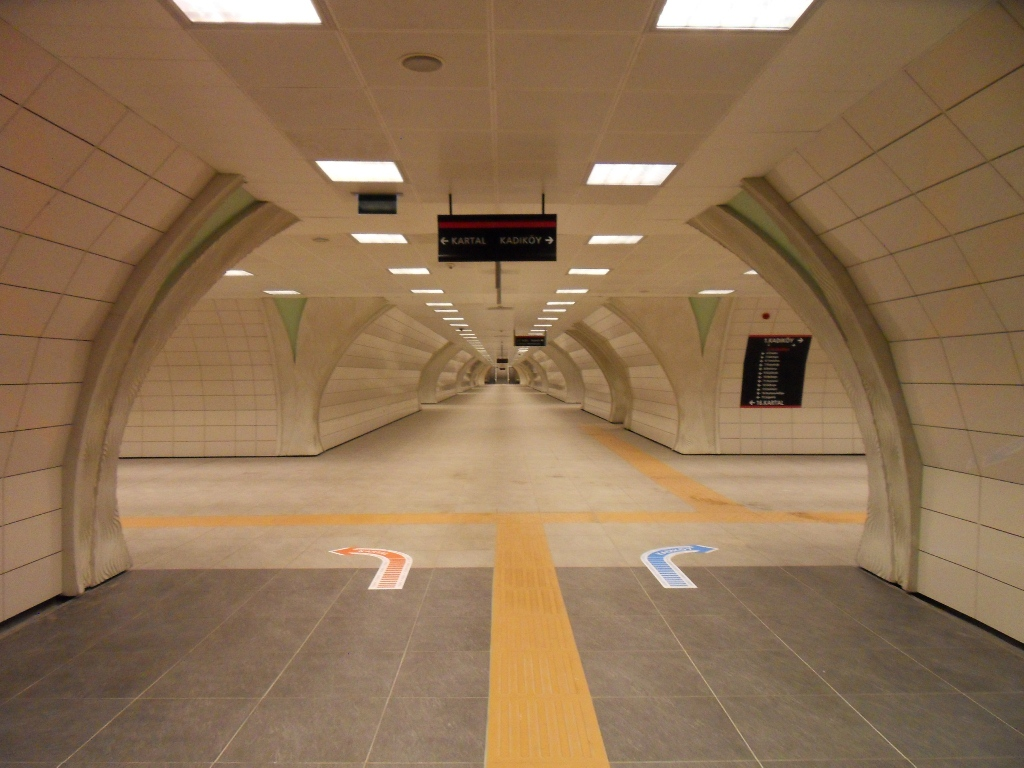
M4号線のアジバデム駅

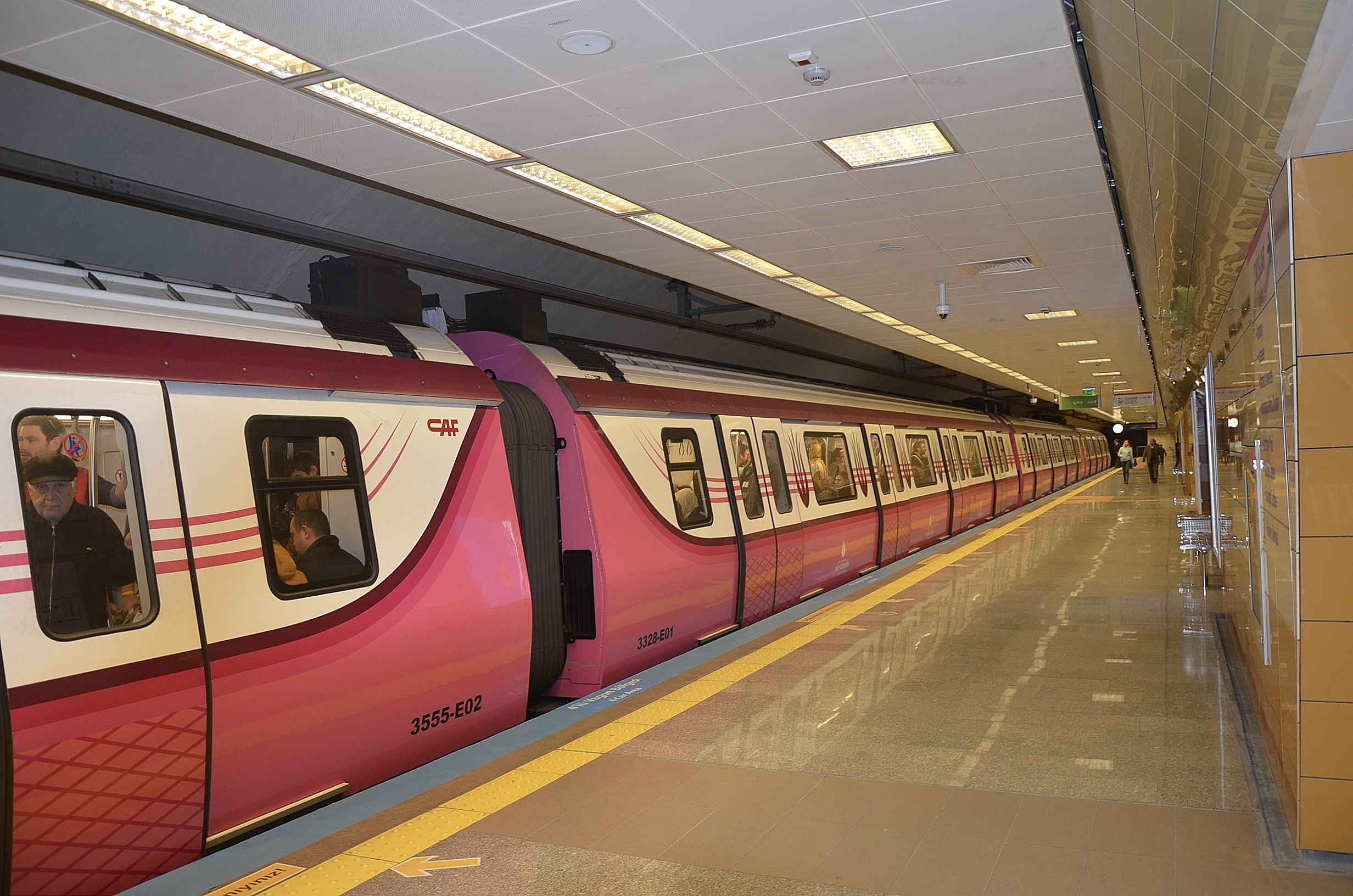
M4号線のアイルルク・チェスメシ駅

## 歴史
M4号線は2008年に着工2012年8月17日に開通し、レジェップ・タイイップ・エルドアン首相が出席した大規模な式典がカドゥキョイで行われた。 2016年10月10日、延伸し、3つの新駅(ヤカチュク駅、ペンディク駅、タヴシャンテペ駅)が開業した。さらに、2022年10月2日、サビハギョクチェン国際空港まで延伸し、4つの新駅(フェブジ・チャクマク駅、ヤヤラール駅、クルトキョイ駅、サビハ・ギョクチェン空港駅)が開業した。現在の路線の路線の長さは33.5kmに達した。

## 特徴
カドゥキョイ, アイルルク・チェスメシ, ユナラン、ギョズテペの各駅は海面下の標高に位置している。運転指令所はエセンケントにあり、車両基地はマルテペにあります。
また、ピーク時には5分間隔で運転されているが、技術的には90秒に短縮される可能性がある。全線の合計所要時間は約52分。
車両はスペインの会社CAFが製造し、4両または8両で運転される。

## 駅
- Kadıköy: (T3) (İDO)
- Ayrılık Çeşmesi: (Marmaray)
- Acıbadem
- Ünalan: (Metrobüs)
- Göztepe
- Yenisahra
- Kozyatağı
- Bostancı
- Küçükyalı
- Maltepe
- Huzurevi
- Gülsuyu
- Cevizli
- Hastane-Adliye
- Soğanlık
- Kartal
- Yakacık
- Pendik
- Tavşantepe
- Hastane
- Şeyhli
- Kurtköy
- Sabiha Gökçen Havalimanı